# 浄楽寺村
浄楽寺村（じょうらくじむら）は、かつて新潟県中蒲原郡にあった村。1902年4月1日の新設合併によって消滅し、現在は新潟市南区の一部となっている。
以下の記述は合併直前当時の旧浄楽寺村に関しての記述であり、現在では名称等が異なる場合がある。なお、ここに記述されていない内容に関しては新潟市などの記事を参照。

## 沿革
- 1889年（明治22年）4月1日 - 町村制施行に伴い中蒲原郡鯵潟村、十五間村、神屋村、小坂村、七軒村、保坂村が合併し、浄楽寺村が発足。
- 1902年（明治35年）4月1日 - 中蒲原郡白根町と合併し、白根町を新設して消滅。

## 地域
浄楽寺村は、合併した村名を継承する以下の大字で構成される。
鯵潟（あじがた）
1889年（明治22年）まであった鯵潟村の区域。現在の新潟市南区鯵潟。
十五間（じゅうごけん）

1889年（明治22年）まであった十五間村の区域。現在の新潟市南区十五間。
神屋（かみや）

1889年（明治22年）まであった神屋村の区域。現在の新潟市南区神屋。
小坂（こさか）

1889年（明治22年）まであった小坂村の区域。現在の新潟市南区小坂。
七軒（しちけん）

1889年（明治22年）まであった七軒村の区域。現在の新潟市南区七軒。
保坂（ほさか）

1889年（明治22年）まであった保坂村の区域。現在の新潟市南区保坂。